# Arroyo de los Ceibos
El arroyo de los Ceibos es un pequeño curso de agua uruguayo ubicado en el departamento de Treinta y Tres perteneciente a la cuenca hidrográfica de la laguna Merín.
Nace en la cuchilla de Dionisio y desemboca en el río Olimar tras recorrer alrededor de 23 km.
En su corto recorrido atraviesa una área ganadera y arrocera.